# Flejsborg Sogn
Flejsborg Sogn er et sogn i Vesthimmerlands Provsti (Viborg Stift).
I 1800-tallet var Hyllebjerg Sogn og Flejsborg Sogn annekser til Vester Hornum Sogn. Alle 3 sogne hørte til Års Herred i Aalborg Amt. Vester Hornum-Hyllebjerg-Flejsborg sognekommune blev ved kommunalreformen i 1970 indlemmet i Farsø Kommune, der ved strukturreformen i 2007 indgik i Vesthimmerlands Kommune.
I Flejsborg Sogn findes Flejsborg Kirke.
I sognet findes følgende følgende autoriserede stednavne:
- Ejstrup (bebyggelse, ejerlav)
- Flejsborg (bebyggelse, ejerlav)
- Flejsborg-Svenstrup (bebyggelse, ejerlav)
- Gatten (bebyggelse, ejerlav)
- Gatten Plantage (areal)
- Kjeldhøjgård (bebyggelse)
- Lille Sjørup (bebyggelse, ejerlav)